# Quadro de medalhas dos Jogos Olímpicos de Inverno da Juventude de 2012
O Quadro de medalhas dos Jogos Olímpicos de Inverno da Juventude de 2012 é uma lista que classifica os Comitês Olímpicos Nacionais de acordo com o número de medalhas conquistadas nos Jogos que estão sendo realizados em Innsbruck.
As primeiras medalhas foram distribuídas na prova do super G do esqui alpino feminino, onde Estelle Alphand da França conquistou a primeira medalha de ouro dos Jogos Olímpicos de Inverno da Juventude.
Da mesma forma que aconteceu nos Jogos Olímpicos de Verão da Juventude de 2010, o quadro de medalhas não foi divulgado pelo Comitê Organizador. O quadro está baseado nas informações divulgadas na Carta Olímpica para a classificação dos Comitês Olímpicos Nacionais.
Andorra e Mônaco conseguiram sua primeira medalha olímpica, enquanto o Marrocos ganhou a sua primeira medalha de ouro num evento olímpico de inverno e a primeira medalha da África em um evento de inverno de qualquer espécie.

## O quadro
O quadro de medalhas está classificado de acordo com o número de medalhas de ouro, estando as medalhas de prata e bronze como critérios de desempate em caso de países com o mesmo número de ouros. O Comitê Olímpico Internacional não reconhece a existência de um quadro de medalhas, alegando que isso cria uma competição entre os países, o que não é o objetivo dos Jogos.
     País sede destacado.
| Ordem | País                       | Medalha de ouro | Medalha de prata | Medalha de bronze |     |
| ----- | -------------------------- | --------------- | ---------------- | ----------------- | --- |
| 1     | GER Alemanha               | 8               | 7                | 2                 | 17  |
| 2     | CHN China                  | 7               | 4                | 4                 | 15  |
| 3     | AUT Áustria                | 6               | 4                | 3                 | 13  |
| 4     | KOR Coreia do Sul          | 6               | 3                | 2                 | 11  |
| 5     | RUS Rússia                 | 5               | 4                | 7                 | 16  |
| 6     | NED Países Baixos          | 4               | 1                | 2                 | 7   |
| –     | IOC Equipes internacionais | 3               | 3                | 3                 | 9   |
| 7     | SUI Suíça                  | 3               |                  | 5                 | 8   |
| 8     | JPN Japão                  | 2               | 5                | 9                 | 16  |
| 9     | NOR Noruega                | 2               | 5                | 2                 | 9   |
| 10    | USA Estados Unidos         | 2               | 3                | 3                 | 8   |
| 11    | FRA França                 | 2               | 2                | 5                 | 9   |
| 12    | ITA Itália                 | 2               | 2                | 1                 | 5   |
| 13    | FIN Finlândia              | 2               | 2                |                   | 4   |
|       | SWE Suécia                 | 2               | 2                |                   | 4   |
| 15    | CAN Canadá                 | 2               | 1                | 6                 | 9   |
| 16    | SLO Eslovênia              | 1               | 4                | 2                 | 7   |
| 17    | LAT Letônia                | 1               | 1                | 1                 | 3   |
| 18    | CZE Chéquia                | 1               | 1                |                   | 2   |
| 19    | SVK Eslováquia             | 1               |                  |                   | 1   |
|       | MAR Marrocos               | 1               |                  |                   | 1   |
| 21    | EST Estônia                |                 | 2                |                   | 2   |
|       | HUN Hungria                |                 | 2                |                   | 2   |
| 23    | KAZ Cazaquistão            |                 | 1                | 2                 | 3   |
| 24    | BEL Bélgica                |                 | 1                |                   | 1   |
|       | BLR Bielorrússia           |                 | 1                |                   | 1   |
|       | GBR Grã-Bretanha           |                 | 1                |                   | 1   |
|       | UKR Ucrânia                |                 | 1                |                   | 1   |
| 28    | AUS Austrália              |                 |                  | 2                 | 2   |
| 29    | AND Andorra                |                 |                  | 1                 | 1   |
|       | MON Mônaco                 |                 |                  | 1                 | 1   |
| TOTAL | TOTAL                      | 63              | 63               | 63                | 189 |